# Società Sportiva Lazio 1994-1995
Questa voce raccoglie le informazioni riguardanti la Società Sportiva Lazio nelle competizioni ufficiali della stagione 1994-1995.

## Stagione

Il neoacquisto José Chamot diverrà punto fermo della difesa laziale nella secondà metà del decennio

L'estate 1994 vide il patron biancoceleste Sergio Cragnotti cedere la carica presidenziale a Dino Zoff, allenatore della squadra nel precedente quadriennio.
La panchina venne quindi affidata all'emergente Zdeněk Zeman, tecnico fautore di un calcio spregiudicato, messosi in evidenza alla guida di quel Foggia dei miracoli che già aveva visto tra i suoi protagonisti il bomber laziale Signori nonché un altro dei fedelissimi di Zeman, il centrocampista offensivo Rambaudi, arrivato in questa stagione a Roma dalla retrocessa Atalanta; il calciomercato portò inoltre in maglia biancoceleste il roccioso difensore argentino Chamot, anche lui transitato da Foggia, e il centrocampista Venturin dal Torino. Sul piano tattico, l'allenatore boemo disegnò la squadra sul suo dogmatico 4-3-3, puntando su di un prolifico tridente d'attacco composto da Rambaudi-Casiraghi-Signori.
La filosofia calcistica imposta da Zeman si riverberò sulla squadra, autrice in questa stagione di un cammino a dir poco altalenante, soprattutto in campionato dove a delle clamorose vittorie tennistiche fecero da contraltare prestazioni decisamente meno convincenti. Una Lazio che spesso diede l'impressione di buttar via il bottino pieno onde restare fedele ai dettami tattici del suo allenatore, riuscì comunque a impegnarsi nella lotta scudetto, senza tuttavia impensierire seriamente la Juventus di Marcello Lippi, campione a fine stagione, e il Parma di Nevio Scala; solo nelle giornate conclusive, giovando anche delle scialbe prestazioni di una formazione ducale ormai demotivata, i capitolini effettuarono l'aggancio ai loro danni, chiudendo però la classifica al terzo posto per classifica avulsa, comunque distante ben dieci lunghezze dai bianconeri scudettati.

Da destra: Paul Gascoigne, alla sua ultima stagione a Roma, saluta lo juventino – e futuro laziale – Fabrizio Ravanelli prima della semifinale di ritorno della Coppa Italia a Torino

In Coppa UEFA la Lazio si spinse fino ai quarti di finale, turno mai raggiunto prima di allora, dove venne estromessa con molta sfortuna dai tedeschi del Borussia Dortmund, causa un decisivo gol proprio dell'ex centravanti biancoceleste Riedle incassato all'89' del retour match al Westfalenstadion (0-2), che vanificò il successo ottenuto dagli uomini di Zeman dell'andata (0-1) e costò l'eliminazione a una manciata di minuti dai tempi supplementari. Infine in Coppa Italia il cammino della squadra romana si fermò alle semifinali dinanzi alla Juventus, futura vincitrice dell'edizione nonché dello Scudetto, precedendo proprio le Aquile.

## Divise e sponsor
Anche per la stagione 1994-1995 la Lazio conferma Umbro come sponsor tecnico e Banca di Roma come sponsor ufficiale.
| Casa | Trasferta | Terza divisa | Portiere |

## Organigramma societario
Area direttiva
- Proprietario: Sergio Cragnotti
- Presidente: Dino Zoff

Area tecnica
- Direttore sportivo: Nello Governato
- Allenatore: Zdeněk Zeman
- Allenatore in seconda: Vincenzo Cangelosi

## Rosa
| N. |                      | Ruolo | Calciatore        |
| -- | -------------------- | ----- | ----------------- |
|    | Italia (bandiera)    | P     | Luca Marchegiani  |
|    | Italia (bandiera)    | P     | Fernando Orsi     |
|    | Italia (bandiera)    | P     | Flavio Roma       |
|    | Italia (bandiera)    | D     | Daniele Adani     |
|    | Italia (bandiera)    | D     | Roberto Bacci     |
|    | Italia (bandiera)    | D     | Cristiano Bergodi |
|    | Italia (bandiera)    | D     | Mauro Bonomi      |
|    | Argentina (bandiera) | D     | José Chamot       |
|    | Italia (bandiera)    | D     | Roberto Cravero   |
|    | Italia (bandiera)    | D     | Giuseppe Favalli  |
|    | Italia (bandiera)    | D     | Paolo Negro       |
|    | Italia (bandiera)    | D     | Alessandro Nesta  |
|    | Italia (bandiera)    | C     | Leonardo Colucci  |

| N. |                        | Ruolo | Calciatore          |
| -- | ---------------------- | ----- | ------------------- |
|    | Italia (bandiera)      | C     | Vincenzo De Sio     |
|    | Italia (bandiera)      | C     | Ivano Della Morte   |
|    | Italia (bandiera)      | C     | Roberto Di Matteo   |
|    | Germania (bandiera)    | C     | Thomas Doll         |
|    | Italia (bandiera)      | C     | Diego Fuser         |
|    | Inghilterra (bandiera) | C     | Paul Gascoigne      |
|    | Italia (bandiera)      | C     | Giorgio Venturin    |
|    | Paesi Bassi (bandiera) | C     | Aron Winter         |
|    | Croazia (bandiera)     | A     | Alen Bokšić         |
|    | Italia (bandiera)      | A     | Pierluigi Casiraghi |
|    | Italia (bandiera)      | A     | Marco Di Vaio       |
|    | Italia (bandiera)      | A     | Roberto Rambaudi    |
|    | Italia (bandiera)      | A     | Giuseppe Signori    |

## Calciomercato

### Sessione estiva
| Acquisti | Acquisti           | Acquisti              | Acquisti      |
| R.       | Nome               | da                    | Modalità      |
| -------- | ------------------ | --------------------- | ------------- |
| P        | Giorgio Frezzolini | Cerveteri             | fine prestito |
| P        | Flavio Roma        | Mantova               | fine prestito |
| D        | Daniele Adani      | Modena                | definitivo    |
| D        | José Chamot        | Foggia                | definitivo    |
| C        | Vincenzo De Sio    | Trapani               | definitivo    |
| C        | Ivano Della Morte  | Monza                 | definitivo    |
| C        | Thomas Doll        | Eintracht Francoforte | fine prestito |
| C        | Dario Marcolin     | Cagliari              | fine prestito |
| C        | Giorgio Venturin   | Torino                | definitivo    |
| A        | Roberto Rambaudi   | Atalanta              | definitivo    |

| Cessioni | Cessioni           | Cessioni              | Cessioni   |
| R.       | Nome               | a                     | Modalità   |
| -------- | ------------------ | --------------------- | ---------- |
| P        | Giorgio Frezzolini | Carpi                 | prestito   |
| D        | Luigi Corino       | Brescia               | definitivo |
| D        | Luca Luzardi       | Napoli                | definitivo |
| C        | Thomas Doll        | Eintracht Francoforte | definitivo |
| C        | Dario Marcolin     | Genoa                 | prestito   |
| C        | Claudio Sclosa     | Cremonese             | prestito   |

### Sessione autunnale
| Acquisti | Acquisti         | Acquisti | Acquisti   |
| R.       | Nome             | da       | Modalità   |
| -------- | ---------------- | -------- | ---------- |
| C        | Leonardo Colucci | Siracusa | definitivo |

| Cessioni | Cessioni          | Cessioni | Cessioni   |
| R.       | Nome              | a        | Modalità   |
| -------- | ----------------- | -------- | ---------- |
| D        | Daniele Adani     | Brescia  | definitivo |
| C        | Ivano Della Morte | Lecce    | prestito   |

## Risultati

### Serie A

#### Girone di andata
| Arbitro: | Collina (Viareggio) |

|  |           |             |
|  | Marcatori | 22’ Signori |

| Arbitro: | Amendolia (Messina) |

|                             |           |  |
| Signori 25’, 40’ Bokšić 36’ | Marcatori |  |

| Arbitro: | Pairetto (Nichelino) |

|                 |           |            |
| Gullit 77’, 90’ | Marcatori | 88’ Bokšić |

| Arbitro: | Trentalange (Torino) |

|                  |           |                 |
| Signori 26’, 74’ | Marcatori | 66’, 70’ Branca |

| Arbitro: | Beschin (Legnago) |

|               |           |               |
| Batistuta 60’ | Marcatori | 90+4’ Bergodi |

| Arbitro: | Ceccarini (Livorno) |

|                                                   |           |             |
| Bokšić 3’ Winter 20’, 42’ Casiraghi 36’ Negro 38’ | Marcatori | 33’ Pecchia |

| Arbitro: | Braschi (Prato) |

|                     |           |                       |
| Marcolin 66’ (rig.) | Marcatori | 78’ Negro 88’ Signori |

| Arbitro: | Dinelli (Lucca) |

|               |           |  |
| Casiraghi 73’ | Marcatori |  |

| Reggio Emilia 6 novembre 1994, ore 15:00 9ª giornata | Reggiana                    | 0 – 0 referto | Lazio | Stadio Mirabello (14 205 spett.)\| Arbitro: \| Cinciripini (Ascoli Piceno) \| |
| Arbitro:                                             | Cinciripini (Ascoli Piceno) |               |       |                                                                               |

| Arbitro: | Bolognino (Milano) |

|                                                                  |           |            |
| Rambaudi 45’ Lalas 50’ (aut.) Signori 51’ Di Vaio 77’ Winter 90’ | Marcatori | 9’ Maniero |

| Arbitro: | Boggi (Salerno) |

|  |           |                                   |
|  | Marcatori | 2’ Balbo 25’ Cappioli 51’ Fonseca |

| Arbitro: | Cesari (Genova) |

|                    |           |           |
| Herrera 60’ (rig.) | Marcatori | 72’ Fuser |

| Arbitro: | Bazzoli (Merano) |

|                                        |           |                                            |
| Rambaudi 20’ Casiraghi 83’ Fuser 90+3’ | Marcatori | 37’, 77’ Del Piero 53’ Marocchi 81’ Grabbi |

| Arbitro: | Ceccarini (Livorno) |

|  |           |                       |
|  | Marcatori | 11’ Cravero 43’ Fuser |

| Arbitro: | Amendolia (Messina) |

|                                     |           |             |
| Mihajlović 8’ Platt 35’ (rig.), 50’ | Marcatori | 12’ Signori |

| Arbitro: | Beschin (Legnago) |

|                                                               |           |              |
| Bokšić 48’, 52’, 88’ Signori 64’, 85’ Casiraghi 83’ Fuser 90’ | Marcatori | 61’ Mandelli |

| Arbitro: | Boggi (Salerno) |

|  |           |            |
|  | Marcatori | 27’ Bokšić |

#### Girone di ritorno
| Arbitro: | Borriello (Mantova) |

|             |           |                    |
| Signori 90’ | Marcatori | 28’, 58’ Tovalieri |

| Arbitro: | Bettin (Padova) |

|                      |           |  |
| Pelé 52’ Angloma 74’ | Marcatori |  |

| Arbitro: | Cesari (Genova) |

|                                                         |           |  |
| Casiraghi 18’ Signori 52’, 64’ (rig.) Baresi 79’ (aut.) | Marcatori |  |

| Arbitro: | Collina (Viareggio) |

|                   |           |  |
| Asprilla 11’, 52’ | Marcatori |  |

| Arbitro: | Treossi (Forlì) |

|                                                                                        |           |                                    |
| Casiraghi 4’, 49’, 82’, 89’ (rig.) Negro 30’ Cravero 35’ (rig.) Bokšić 57’ Di Vaio 86’ | Marcatori | 60’ Rui Costa 74’ (rig.) Batistuta |

| Arbitro: | Stafoggia (Pesaro) |

|                          |           |                    |
| Rincón 49’, 56’ Buso 87’ | Marcatori | 20’, 40’ Casiraghi |

| Arbitro: | Ceccarini (Livorno) |

|                                            |           |  |
| Bacci 10’ Chamot 19’ Fuser 44’ Di Vaio 56’ | Marcatori |  |

| Cremona 2 aprile 1995, ore 15:00 25ª giornata | Cremonese       | 0 – 0 referto | Lazio | Stadio Giovanni Zini (8 563 spett.)\| Arbitro: \| Bettin (Padova) \| |
| Arbitro:                                      | Bettin (Padova) |               |       |                                                                      |

| Arbitro: | Messina (Bergamo) |

|                          |           |  |
| Rambaudi 53’ Signori 76’ | Marcatori |  |

| Arbitro: | Rodomonti (Teramo) |

|                              |           |  |
| Cravero 43’ (aut.) Kreek 89’ | Marcatori |  |

| Arbitro: | Amendolia (Messina) |

|  |           |                                  |
|  | Marcatori | 30’ Casiraghi 71’ (rig.) Signori |

| Roma 30 aprile 1995, ore 15:00 29ª giornata | Lazio           | 0 – 0 referto | Cagliari | Stadio Olimpico (43 013 spett.)\| Arbitro: \| Cesari (Genova) \| |
| Arbitro:                                    | Cesari (Genova) |               |          |                                                                  |

| Arbitro: | Nicchi (Arezzo) |

|  |           |                                         |
|  | Marcatori | 72’ Di Matteo 89’ Bokšić 90+2’ Venturin |

| Arbitro: | Treossi (Forlì) |

|                                                        |           |          |
| Signori 35’ (rig.) Negro 38’ Rambaudi 72’ Winter 90+3’ | Marcatori | 4’ Berti |

| Arbitro: | Racalbuto (Gallarate) |

|            |           |  |
| Winter 81’ | Marcatori |  |

| Arbitro: | Quartuccio (Torre Annunziata) |

|  |           |             |
|  | Marcatori | 36’ Signori |

| Arbitro: | Dinelli (Lucca) |

|             |           |  |
| Colucci 90’ | Marcatori |  |

### Coppa Italia

#### Turni preliminari
| Arbitro: | Franceschini (Bari) |

|                                                              |           |  |
| Negro 21’ Bandieri 40’ (aut.) Signori 47’, 70’ Casiraghi 84’ | Marcatori |  |

| Arbitro: | Gronda (Genova) |

|             |           |                                             |
| Landini 35’ | Marcatori | 18’ Fuser 59’, 63’ Doll 84’ (aut.) Ballanti |

| Arbitro: | Rodomonti (Teramo) |

|                                |           |                            |
| Casiraghi 23’, 71’ Cravero 88’ | Marcatori | 18’ F. Inzaghi 45’ Piovani |

| Arbitro: | Cesari (Genova) |

|                               |           |                                   |
| Turrini 10’ Winter 25’ (aut.) | Marcatori | 62’ Cravero 65’ Negro 73’ Signori |

#### Fase finale
| Arbitro: | Nicchi (Arezzo) |

|            |           |  |
| Winter 29’ | Marcatori |  |

| Arbitro: | Stafoggia (Pesaro) |

|           |           |                       |
| Lerda 42’ | Marcatori | 49’ Negro 89’ Signori |

| Arbitro: | Nicchi (Arezzo) |

|  |           |               |
|  | Marcatori | 84’ Ravanelli |

| Arbitro: | Braschi (Prato) |

|                                     |           |                  |
| Marocchi 47’ R. Baggio 90+1’ (rig.) | Marcatori | 14’ (aut.) Sousa |

### Coppa UEFA
| Minsk 13 settembre 1994 Trentaduesimi di finale - Andata | Dinamo Minsk | 0 – 0 referto | Lazio | Stadio Dinamo (15 000 spett.)\| Arbitro: \| Sandra \| |
| Arbitro:                                                 | Sandra       |               |       |                                                       |

| Arbitro: | García-Aranda |

|                                                       |           |            |
| Astroŭcki 45’ (aut.) Favalli 61’ Bokšić 74’ Fuser 83’ | Marcatori | 9’ Kachuro |

| Trelleborg 18 ottobre 1994 Sedicesimi di finale - Andata | Trelleborg | 0 – 0 referto | Lazio | Vångavallen (7 303 spett.)\| Arbitro: \| Przesmycki \| |
| Arbitro:                                                 | Przesmycki |               |       |                                                        |

| Arbitro: | Ihring |

|              |           |  |
| Bokšić 90+5’ | Marcatori |  |

| Arbitro: | López Nieto |

|             |           |                        |
| Karaman 75’ | Marcatori | 60’ Rambaudi 64’ Negro |

| Arbitro: | Heynemann |

|                         |           |               |
| Cravero 27’ Di Vaio 76’ | Marcatori | 73’ Mandıralı |

| Arbitro: | Uilenberg |

|                   |           |  |
| Freund 68’ (aut.) | Marcatori |  |

| Arbitro: | Vágner |

|                                 |           |  |
| Chapuisat 11’ (rig.) Riedle 90’ | Marcatori |  |

## Statistiche

### Statistiche di squadra
| Competizione | Punti | In casa | In casa | In casa | In casa | In casa | In casa | In trasferta | In trasferta | In trasferta | In trasferta | In trasferta | In trasferta | Totale | Totale | Totale | Totale | Totale | Totale | DR  |
| Competizione | Punti | G       | V       | N       | P       | Gf      | Gs      | G            | V            | N            | P            | Gf           | Gs           | G      | V      | N      | P      | Gf     | Gs     | DR  |
| ------------ | ----- | ------- | ------- | ------- | ------- | ------- | ------- | ------------ | ------------ | ------------ | ------------ | ------------ | ------------ | ------ | ------ | ------ | ------ | ------ | ------ | --- |
| Serie A      | 63    | 17      | 12      | 2       | 3       | 51      | 17      | 17           | 7            | 4            | 6            | 18           | 17           | 34     | 19     | 6      | 9      | 69     | 34     | +35 |
| Coppa Italia | -     | 4       | 3       | 0       | 1       | 9       | 3       | 4            | 3            | 0            | 1            | 10           | 6            | 8      | 6      | 0      | 2      | 19     | 9      | +10 |
| Coppa UEFA   | -     | 4       | 4       | 0       | 0       | 8       | 2       | 4            | 1            | 2            | 1            | 2            | 3            | 8      | 5      | 2      | 1      | 10     | 5      | +5  |
| Totale       | -     | 25      | 19      | 2       | 4       | 68      | 22      | 25           | 11           | 6            | 8            | 30           | 26           | 50     | 30     | 8      | 12     | 98     | 48     | +50 |

### Andamento in campionato
| Giornata  | 1 | 2 | 3 | 4 | 5 | 6 | 7 | 8 | 9 | 10 | 11 | 12 | 13 | 14 | 15 | 16 | 17 | 18 | 19 | 20 | 21 | 22 | 23 | 24 | 25 | 26 | 27 | 28 | 29 | 30 | 31 | 32 | 33 | 34 |
| --------- | - | - | - | - | - | - | - | - | - | -- | -- | -- | -- | -- | -- | -- | -- | -- | -- | -- | -- | -- | -- | -- | -- | -- | -- | -- | -- | -- | -- | -- | -- | -- |
| Luogo     | T | C | T | C | T | C | T | C | T | C  | C  | T  | C  | T  | C  | T  | C  | C  | T  | C  | T  | C  | T  | C  | T  | C  | T  | T  | C  | T  | C  | C  | T  | C  |
| Risultato | V | V | P | N | N | V | V | V | N | V  | P  | N  | P  | V  | P  | V  | V  | N  | P  | V  | P  | V  | P  | V  | N  | V  | P  | V  | N  | V  | V  | V  | V  | V  |
| Posizione | 1 | 1 | 3 | 2 | 4 | 3 | 3 | 2 | 2 | 2  | 4  | 4  | 5  | 4  | 5  | 3  | 3  | 3  | 4  | 3  | 4  | 3  | 5  | 5  | 5  | 4  | 5  | 4  | 4  | 5  | 4  | 3  | 3  | 2  |

Legenda:

Luogo: C = Casa; T = Trasferta. Risultato: V = Vittoria; N = Pareggio; P = Sconfitta.

### Statistiche dei giocatori
Nel conteggio delle reti realizzate si aggiungano due autoreti a favore in campionato, tre autoreti a favore in Coppa Italia e due autoreti a favore in Coppa UEFA.
| Giocatore      | Serie A  | Serie A | Coppa Italia | Coppa Italia | Coppa UEFA | Coppa UEFA | Totale   | Totale |
| Giocatore      | Presenze | Reti    | Presenze     | Reti         | Presenze   | Reti       | Presenze | Reti   |
| -------------- | -------- | ------- | ------------ | ------------ | ---------- | ---------- | -------- | ------ |
| D. Adani       | -        | -       | 1            | 0            | -          | -          | 1        | 0      |
| R. Bacci       | 11       | 1       | 2            | 0            | 3          | 0          | 16       | 1      |
| C. Bergodi     | 24       | 1       | 5            | 0            | 3          | 0          | 32       | 1      |
| A. Bokšić      | 23       | 9       | 4            | 0            | 6          | 2          | 33       | 11     |
| M. Bonomi      | 6        | 0       | 1            | 0            | -          | -          | 7        | 0      |
| P. Casiraghi   | 34       | 12      | 6            | 3            | 7          | 0          | 47       | 15     |
| J. Chamot      | 28       | 1       | 7            | 0            | 8          | 0          | 43       | 1      |
| L. Colucci     | 2        | 1       | 1            | 0            | -          | -          | 3        | 1      |
| R. Cravero     | 23       | 2       | 7            | 2            | 7          | 1          | 37       | 5      |
| V. De Sio      | 1        | 0       | -            | -            | -          | -          | 1        | 0      |
| I. Della Morte | -        | -       | 2            | 0            | -          | -          | 2        | 0      |
| R. Di Matteo   | 28       | 1       | 8            | 0            | 6          | 0          | 42       | 1      |
| M. Di Vaio     | 8        | 3       | 4            | 0            | 1          | 1          | 13       | 4      |
| T. Doll        | -        | -       | 2            | 2            | -          | -          | 2        | 2      |
| G. Favalli     | 22       | 0       | 5            | 0            | 5          | 1          | 32       | 1      |
| D. Fuser       | 32       | 5       | 6            | 1            | 7          | 1          | 45       | 7      |
| P. Gascoigne   | 4        | 0       | -            | -            | -          | -          | 4        | 0      |
| L. Marchegiani | 33       | -34     | 7            | -8           | 8          | -5         | 48       | -47    |
| P. Negro       | 32       | 4       | 8            | 3            | 8          | 1          | 48       | 8      |
| A. Nesta       | 11       | 0       | 1            | 0            | -          | -          | 12       | 0      |
| F. Orsi        | 1        | -0      | 1            | -1           | -          | -          | 2        | -1     |
| R. Rambaudi    | 32       | 4       | 7            | 0            | 7          | 1          | 46       | 5      |
| F. Roma        | -        | -       | -            | -            | -          | -          | -        | -      |
| G. Signori     | 27       | 17      | 5            | 4            | 7          | 0          | 39       | 21     |
| G. Venturin    | 22       | 1       | 6            | 0            | 5          | 0          | 33       | 1      |
| A. Winter      | 29       | 5       | 6            | 1            | 8          | 0          | 43       | 6      |